# 埃廷·伊斯
埃廷·内斯托尔·伊斯（荷蘭語：Etienne Nestor Ys，1962年2月26日—），是一位生於库拉索的荷属安的列斯政治家。伊斯曾任荷属安的列斯財政部長（1994年至1995年）、库拉索總督，更曾两度担任荷属安的列斯总理（2002年6月3日至2003年7月22日、2004年6月3日至2006年3月26日）。